# Celama pura
Celama pura är en fjärilsart som beskrevs av Fletcher 1957. Celama pura ingår i släktet Celama och familjen trågspinnare. Inga underarter finns listade i Catalogue of Life.